# Niels Arp-Nielsen
Niels Peter Edvard Arp-Nielsen (28. maj 1887 på Frederiksberg – 23. maj 1970 på Frederiksberg) var en dansk arkitekt.
Arp-Nielsen havde selvstændig virksomhed fra 1915, for en stor del knyttet til Frederiksberg. Som hans hovedværk kan sikkert betegnes banken i Slagelse, opført i en regelret og repræsentativ nyklassicisme. Til samme stilretning hører bl.a. også Nordisk Film Kompagnis bygning og de 3 beboelsesejendomme i Bernhard Bangs Allé samt fabrikant Pedersens sommerhus i Hornbæk.
Han tog præliminæreksamen 1901, kom i murerlære, gennemgik 1903-1906 Teknisk Skole i København indtil næst ældste klasse, blev optaget på Kunstakademiet maj 1906, og tog afgang maj 1915. Han var medlem af Frederiksberg Grundejerforenings bestyrelse siden 1924, af tilsynsrådet i Københavns Hypotekforening siden 1934, af repræsentantskabet i Den almindelige Brandforsikring for Landbygninger fra 1943.
Han udstillede på Charlottenborg Forårsudstilling 1920-1922. 

## Værker
- Nordisk Film Kompagnis kontor og fabrik i Københavns Frihavn (1915)
- Handels- og Landbrugsbanken i Slagelse (1922)
- Beboelsesejendomme, bl.a. Bernhard Bangs Allé 20-24 (1928-1930), Bramslykkevej 8-12 og Roskildevej 147-49 (1929-1930)
- Villaer, bl.a. fabrikant Johannes Pedersens sommerhus i Hornbæk (omkr. 1919) og eget sommerhus i Kulhuse (1936)

### Præmierede projekter
- Gladsaxe Skole (1918)
- Skagens Rådhus (1920) (begge 1. præmie sammen med Harald Gad)